# باقر آباد (آبجدان)
باقر آباد (بالفارسية: باقرآباد) هي منطقة سكنية تقع في إيران في قسم آبجدان الريفي. يقدر عدد سكانها بـ 286 نسمة بحسب إحصاء 2016.